# جزر و مد (فیلم ۱۹۸۷)
«جزر و مد» (انگلیسی: High Tide (1987 film)) یک فیلم به کارگردانی گیلیان آرمسترانگ است که در سال ۱۹۸۷ منتشر شد. از بازیگران آن می‌توان به جودی دیویس اشاره کرد.